# Август Бранденбургский
Август Фридрих Бранденбургский (нем. August Friedrich von Brandenburg; 16 февраля 1580, Галле, Магдебургское архиепископство — 3 мая 1601, Кёльн-на-Шпрее, маркграфство Бранденбург) — маркграф Бранденбургский. Третий сын курфюрста Иоахима Фридриха Бранденбургского и его первой супруги Екатерины Кюстринской.

## Жизнь
Некоторое время Август Бранденбургский провёл при датском дворе. Не отличавшийся здоровьем принц собирался также посетить Италию и Францию, но умер от лёгочной болезни в возрасте двадцати одного года утром 23 апреля 1601 года на руках у матери. 
23 мая 1601 года Август Бранденбургский был похоронен в крипте Гогенцоллернов в Берлинском кафедральном соборе в присутствии членов курфюршеского дома и вдовы саксонского курфюрста.